# Enrique Torroella
Enrique Torroella Sánchez (Monterrey, 18 de julio de 1969) es un deportista mexicano que compitió en taekwondo. Ganó una medalla de plata en el Campeonato Mundial de Taekwondo de 1987 y una medalla de bronce en el Campeonato Panamericano de Taekwondo de 1990.

## Palmarés internacional
| Campeonato Mundial      | Campeonato Mundial    | Campeonato Mundial | Campeonato Mundial |
| Año                     | Lugar                 | Medalla            | Categoría          |
| ----------------------- | --------------------- | ------------------ | ------------------ |
| 1987                    | Barcelona (España)    | Medalla de plata   | –50 kg             |
| Campeonato Panamericano |                       |                    |                    |
| Año                     | Lugar                 | Medalla            | Categoría          |
| 1990                    | Bayamón (Puerto Rico) | Medalla de bronce  | –50 kg             |